# Daliborův nález
Daliborův nález je označení pro nález zemského soudu přijatý nad Daliborem z Kozojed v roce 1497. Jedná se o počáteční právní úpravu postihu selských vzpour, respektive pomoci feudálů rebelům, která s určitými úpravami přebírána i do pozdějších kodifikacích práva. Tento nález v roce 1497 přichází poměrné pozdě, protože problém vzpoury se v Čechách intenzivně objevuje již od dob husitských válek. Důvod, proč k nálezu došlo zrovna v Daliborově případu, nejspíše tkví ve specifických okolnostech vzpoury a jejích důsledcích.
Vzpoura začala 13. července 1496 na majetku Adama Ploskovského z Drahonic a poddaní si násilím vymohli propuštění z poddanství a závazek, že je nebude trestat ani pronásledovat. Takto osvobození vzápětí slíbili poddanství (člověčenství) Daliborovi a přešli do jeho služby i se svými grunty. Dalibor tento slib přijal. Po opadnutí vzpoury podal Adam na Dalibora půhon k zemskému soudu s obviněním, že statek „k sobě přijal“ tvrz Ploskovice, která byla Adamovi od jeho lidí mocí vzata. Adam tedy nepohnal Dalibora za to, že by přijal poddanství rebelů, což sice bylo trestné, nicméně dobová soudní praxe ukládala tresty peněžité a Dalibor mohl dokázat že jednal v dobré víře, pak nebyl trestán vůbec, ale nakonec za podstatu deliktu bylo uznáno to, že přijal majetek, Adamovu tvrz zabranou během selské vzpoury, což byl těžký útok na tehdejší feudální řád (jakožto podpora jednoho feudálního pána rebelům proti druhému feudálnímu pánu), a to i přesto, že se Dalibor hájil tím, že se sám nad tvrzí nedopustil moci, což byla pravda.
Vlastní nález zněl:
| „ | Nalezli za právo: Kdyby se lidé poddaní pánu svému zprotivili a statek jeho jemu odjali, a ktožbykoli ty lidi vuobranu přijal a statek tak odjatý k sobě přijal a jej sobě osoboval, věda o tom; takový by učinil nešlechetně, neprávě, proti králi JMti hrdlo propadl jest, a statek tak odjatý má zase navrácen býti, komuž jest byl odjat. | “ |

 Následný rozsudek ze 13. března 1498 zachytil Viktorin Kornel ze Všehrd.
Poprvé přešel nález do zákoníku v roce 1500 při vydání Vladislavského zřízení zemského, naposledy v roce 1627 v Obnoveném zřízení zemském, kde nejvýraznější změna bylo připojení trestu konfiskace majetku feudálního pána, který by vzbouřencům pomáhal.